# Grågumpad salangan
Grågumpad salangan (Collocalia marginata) är en fågel i familjen seglare. Den förekommer i Filippinerna. Tidigare behandlades den som en del av glanssalanganen. 

## Utseende och läte
Grågumpad salangan är en liten salangan med tvärt avskuren stjärt. Undersidan är grå med mörka fläckar, under stjärtroten mörk. Ovansidan är blåglänsande svart. På övergumpen syns ett ljusare band med lite streck. Arten liknar dvärgsalanganen, men är något större och har inte lika tydligt avgränsat band på övergumpen. Jämfört med vitbosalanganen är den ljusare under. Arten är mestadels tystlåten, men nära häckplatser kan ett gutturalt "churr" höras.

## Utbredning och systematik
Fågeln delas in i två underarter med följande utbredning:
- Collocalia marginata marginata – norra Filippinerna (centrala Luzon till Mindoro, Panay, Negros, Bohol och Leyte); populationen på Palawan har inte bestämts till art, men kan höra till bergsryggssalanganen (C. isonota)
- Collocalia marginata septentrionalis – Filippinerna (öarna Calayan, Camiguin Norte, Babuyan, Claro och Fuga)

Tidigare behandlades den som underart till glanssalangan (C. esculenta) och vissa gör det fortfarande. Studier visar dock att den är väl skild genetiskt.

## Levnadssätt
Grågumpssalanganen är en vanligt förekommande seglare som kan ses över en rad olika miljöer, även bebyggelse. Olikt många andra salanganer använder den sig inte av ekolokalisering. Den häckar därför på välbelysta platser, ej i grottor och liknande.

## Status och hot
Internationella naturvårdsunionen IUCN erkänner den ännu inte som art, varför den inte placeras i en hotkategori.